# Leschenaultia aldrichi
Leschenaultia aldrichi là một loài ruồi trong họ Tachinidae.